# Эмульсия

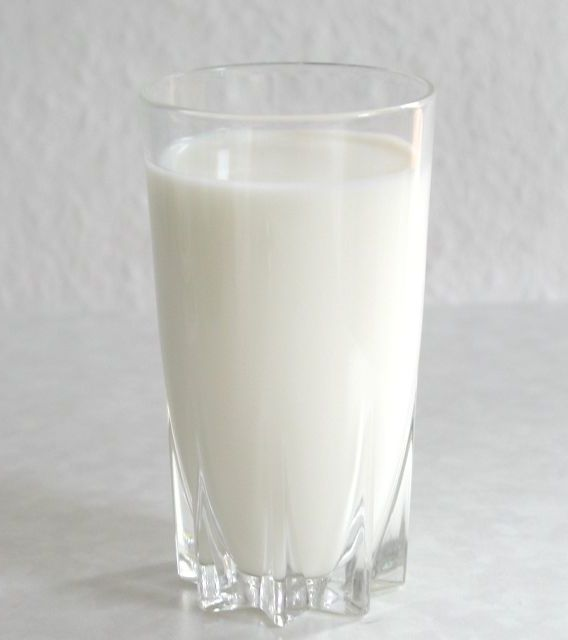
Молоко — одна из самых распространённых эмульсий

Эму́льсия (новолат. emulsio; от лат. emulgeo «дою, выдаиваю») — дисперсная система, состоящая из микроскопических капель жидкости (дисперсной фазы), распределенных в другой жидкости (дисперсионной среде).
Эмульсии могут быть образованы двумя любыми несмешивающимися жидкостями; в большинстве случаев одной из фаз эмульсий является вода, а другой — вещество, состоящее из слабополярных молекул (например, жидкие углеводороды, жиры). Одна из первых изученных эмульсий — молоко; в нём капли молочного жира распределены в водной среде.
Эмульсии относятся обычно к грубодисперсным системам, поскольку капельки дисперсной фазы имеют размеры от 1 до 50 мкм.
Эмульсии низкой концентрации — неструктурированные жидкости. Высококонцентрированные эмульсии — структурированные системы.

## Основные типы эмульсий

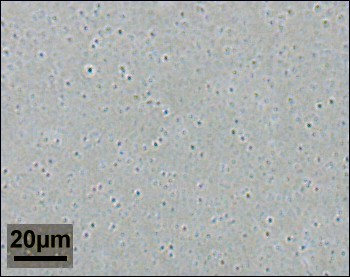
Микрофотография эмульсии молочного жира (1,5 % молоко)

Тип эмульсии зависит от состава и соотношения её жидких фаз, от количества и химической природы эмульгатора, от способа эмульгирования и некоторых других факторов.
- Прямые, с каплями неполярной жидкости в полярной среде (типа «масло в воде»)

Для эмульсий типа м/в хорошими эмульгаторами могут служить растворимые в воде мыла (натриевые и калиевые соли жирных кислот). Молекулы этих соединений, адсорбируясь на поверхности раздела фаз, не только снижают поверхностное натяжение на ней, но благодаря закономерной ориентации в поверхностном слое создают в нем плёнку, обладающую механической прочностью и защищающей эмульсию от разрушения.
- Обратные, или инвертные (типа «вода в масле»)

Для эмульсии типа в/м хорошими эмульгаторами могут быть нерастворимые в воде мыла (кальциевые, магниевые и алюминиевые соли жирных кислот).
Изменение состава эмульсий или внешнее воздействие могут привести к превращению прямой эмульсии в обратную или наоборот.
| тип эмульсии   | дисперсная фаза | дисперсионная среда |
| -------------- | --------------- | ------------------- |
| прямая (м/в)   | масло           | вода                |
| обратная (в/м) | вода            | масло               |

Также эмульсии разделяются на лиофильные и лиофобные:
- Лиофильные эмульсии образуются самопроизвольно и термодинамически устойчивы. К ним относятся т.н. критические эмульсии, образующиеся вблизи критической температуры[уточнить] смешения двух жидких фаз, а также некоторые смазочно-охлаждающие жидкости.
- Лиофобные эмульсии возникают при механическом, акустическом или электрическом эмульгировании (диспергировании), а также вследствие конденсационного образования капель дисперсной фазы в перенасыщенных растворах или расплавах. Они термодинамически неустойчивы и длительно существуют лишь в присутствии эмульгаторов — веществ, облегчающих диспергирование и препятствующих коалесценции (слиянию). Эффективные эмульгаторы — мицеллообразующие ПАВ, растворимые высокомолекулярные вещества, некоторые высокодисперсные твёрдые тела.

## Получение эмульсий
Эмульсии образуются двумя путями:
- путём дробления капель.

Получение эмульсии
A. две несмешивающиеся жидкости;
В. диспергирование фазы II, образование нестабильной эмульсии;
C. коагуляция частиц фазы II, разделение фаз неустойчивой эмульсии;
D. добавление поверхностно-активного вещества (фиолетовый контур вокруг частиц), стабилизация эмульсии.

Этот метод осуществляется путём медленного прибавления диспергируемого вещества в дисперсную систему в присутствии эмульгатора при непрерывном и сильном перемешивании. Главными факторами, от которых зависит степень дисперсности частиц получаемой эмульсии и её устойчивость, является скорость перемешивания, скорость введения диспергируемого вещества, его количество, природа эмульгатора и его концентрация, температура и pH среды.
- путём образования плёнок и их разрыва на мелкие капли.

Механизм образования состоит в следующем. Жидкость, образующая дисперсную фазу (например, масло), при медленном прибавлении к дисперсионной среде образует плёнку. Эта плёнка разрывается пузырьками воздуха, выходящими из отверстия трубки, которые находятся на дне сосуда. Образуются мелкие единичные капли. Одновременно пузырьки воздуха энергично размешивают всю жидкость и этим самым способствуют дальнейшему эмульгированию. В настоящее время для получения концентрированной эмульсии масла с водой её подвергают действию ультразвука.

## Разрушение эмульсий
Эмульсии со временем самопроизвольно разрушаются.
На практике иногда возникает необходимость ускорить процесс разрушения эмульсий (в случаях, когда наличие эмульсии затрудняет дальнейшую обработку или применение материала).
Ускорить процесс разрушения эмульсии можно различными способами:
- Химическое разрушение защитных плёнок эмульгатора соответствующим реагентом: основой метода химического расщепления является нейтрализация отрицательного заряда; на этом принципе основано действие органических деэмульгаторов.
- Прибавление эмульгатора, способного вызвать обращение фаз эмульсии и снижающего этим прочность защитной плёнки; например, стабилизированная натриевым мылом эмульсия типа в/м — при введении солей кальция — будет находиться в менее стойком состоянии;
- Адсорбционное замещение эмульгатора менее поверхностно-активным веществом, не обладающим способностью образовывать достаточно прочные плёнки[источник не указан 379 дней];
- Термическое разрушение — расслоение эмульсий нагреванием;
- Механическое воздействие: например, отделение сливок от обрата с помощью сепаратора;
- Действие электрического тока или электролитов — разрушение эмульсий, стабилизированных электрическим зарядом частиц: эмульсии типа вода/нефть.

## Применение эмульсий
Эмульсии широко используют в различных отраслях промышленности:
- Пищевая промышленность (сливочное масло, маргарин, майонез, ликёры);
- Мыловарение;
- Переработка натурального каучука;
- Строительная промышленность (битумные материалы, пропиточные композиции);
- Автомобильная промышленность (получение смазочно-охлаждающих жидкостей);
- Металлообработка (смазочно-охлаждающие жидкости);
- Сельское хозяйство (пестицидные препараты);
- Медицина (производство лекарственных и косметических средств);
- Живопись.